# Herophydrus pauliani
Herophydrus pauliani är en skalbaggsart som beskrevs av Guignot 1950. Herophydrus pauliani ingår i släktet Herophydrus och familjen dykare. Inga underarter finns listade i Catalogue of Life.